# Мејкон (Мисури)
Мејкон (енгл. Macon) град је у америчкој савезној држави Мисури.

## Демографија
По попису из 2010. године број становника је 5.471, што је 67 (-1,2%) становника мање него 2000. године.
| Група             | 2000.         | 2010.         |
| Белци             | 5.102 (92,1%) | 4.924 (90,0%) |
| Афроамериканци    | 297 (5,4%)    | 305 (5,6%)    |
| Азијати           | 13 (0,2%)     | 34 (0,6%)     |
| Хиспаноамериканци | 49 (0,9%)     | 69 (1,3%)     |
| Укупно            | 5.538         | 5.471         |